# ثيودوروس بيلي (سياسي)
ثيودوروس بيلي هو محامي وسياسي أمريكي، ولد في 12 أكتوبر 1758 في فيشكيل في الولايات المتحدة، وتوفي في 6 سبتمبر 1828 في نيويورك في الولايات المتحدة. نشط حزبياً في Anti-Administration party ‏.

## مناصب
- انتخب عضو مجلس الشيوخ الأمريكي [الإنجليزية]‏ عن دائرة مقعد مجلس الشيوخ من الدرجة الأولى في نيويورك ‏ وقد انضم خلال فترته النيابية [الإنجليزية]‏ (4 مارس 1803 – 16 يناير 1804) للكتلة البرلمانية الحزب الجمهوري.
- انتخب عضو جمعية ولاية نيويورك ‏.
- انتخب List of Postmasters of New York City [الإنجليزية]‏.
- انتخب عضو مجلس النواب الأمريكي [الإنجليزية]‏.